# Radionik
Die Radionik ist eine wissenschaftlich nicht belegte Heilmethode, die der Esoterik zugeordnet wird. Sie wird von ihren Anwendern auch als Energiemedizin oder als Informationsmedizin bezeichnet. Der Begriff „Radionik“ bezieht sich nach dem Buchautor Edward Russell dabei auf die Annahme, dass der menschliche Organismus auf Radiowellen reagieren soll, die angeblich Träger aufmodulierter „Heilinformationen“ sein sollen.
Die Radionik wurde von dem Pathologen Albert Abrams (* 1863 in San Francisco; † 1924) um 1920 in den USA begründet, damals noch unter dem Kürzel ERA (Electronic Reaction of Abrams). Abrams wurde dafür von der American Medical Association als "the dean of twentieth century charlatans" (dt. Dekan der Quacksalber des 20. Jahrhunderts) bezeichnet.

## Überblick
Die Radionik geht wie auch andere auf postulierten Energieformen basierte Theorien von der Existenz eines feinstofflichen Energiefeldes um den Menschen aus, das je nach Quelle und Merkmalsschwerpunkt als „Aura“, „Energiekörper“, „Schwingungsfeld“, „Biofeld“, „Chakrensystem“ oder „Lebensenergie“ bezeichnet wird.
Es wird angenommen, dass die Krankheit zunächst durch eine Störung dieses Energiefeldes entstehe und deshalb schon nachgewiesen und geheilt werden könne, bevor sie körperlich erkennbare Symptome hervorruft. Da sich die Schwingungsmuster kranker Organismen in charakteristischer Weise von denen gesunder Organismen unterschieden, könne ein geübter Therapeut erfühlen, wann und wo das Energiefeld eines Menschen gestört ist (vgl. Radiästhesie). 
Die behauptete Heilwirkung der Radionik besteht im Wesentlichen darin, Impulse zu erzeugen, die den Selbstheilungsprozess im System des Patienten anregen sollen. Dazu wird der zu Behandelnde schwachen elektromagnetischen Feldern ausgesetzt. Im Erfolgsfall sollen deren Schwingungen im Energiefeld eine Resonanz verursachen, die dazu führten, dass die Störungen verschwinden. 
Heutige computerbasierte Systeme bestehen in der Regel aus einer einfachen Antenne („Diode“), die mit einer angeblichen „Abschirmung gegen technische Strahlungsquellen“ versehen ist und über eine Schnittstelle (oft in Form eines USB-Sticks) an einen Computer angeschlossen werden kann. Die Antenne soll zunächst anhand einer Haar- oder Speichelprobe vom Patienten dessen Energiefeld erfassen. Das Computerprogramm ermittelt aus den gewonnenen Daten die „Heilungsinformationen“, die den therapeutischen Effekt erzielen sollen. Diese werden bei der anschließenden Behandlung als elektromagnetisches Wellenmuster meist in vom Therapeuten ermittelten Zeitintervallen wiederum über die Antenne an den Patienten gesendet. 
Mittlerweile existieren zur radionischen Analyse und Therapie auch reine Softwaresysteme. Einige Radionik-Anhänger vertreten die Auffassung, dass ein Computer auch ohne spezielle Zusatzgeräte von den „biologischen Energiefeldern“ in einer Weise beeinflusst werde und umgekehrt auch die „Energiefelder“ beeinflusse, so dass es möglich sei, nur mit spezieller Software krankhafte Störungen im Energiefeld eines Menschen zu registrieren und zu beseitigen. Dieser These steht entgegen, dass herkömmliche Computersysteme in ihrer Funktion jedoch nicht von schwachen elektromagnetischen Feldern beeinflusst werden.
Stand-Alone-Geräte, die ohne Computer auskommen, haben meist die Form einer Blackbox mit einer Anzahl von Schaltern, auf denen numerische Codes, die verschiedene Energiezustände repräsentieren sollen, angezeigt werden.

## Rezeption
Skeptiker stufen die Ansichten der Radionik-Anhänger als Esoterik, die angeblichen Behandlungserfolge als Quacksalberei oder auch nur als einfachen Schwindel ein. Der Einfluss von Radiowellen auf Krankheitsprozesse per se wird wissenschaftlich untersucht (vgl. z. B.), ohne dabei jedoch auf die als unwissenschaftlich betrachteten Thesen der Radionik zurückzugreifen.
Befürworter der Radionik berufen sich dagegen zum Beispiel auf Hypothesen und Theorien des britischen Biologen Rupert Sheldrake über morphische Felder. Vielfach werden auch Arbeiten zur Belebung von Wasser von Masaru Emoto, Bernd Kröplin und anderen zitiert. Die publizierten Ergebnisse dieser parawissenschaftlichen Untersuchungen waren jedoch nicht reproduzierbar, die Werbung mit unbelegten gesundheitsbezogenen Angaben des angeblich belebten Wassers ist in Deutschland und der Schweiz verboten.
Auch neuere Reviews zeigten für verschiedene Krankheiten keinerlei Wirksamkeitsnachweise.

„Die Radionik basiert auf Vorstellungen, die wissenschaftlichen Erkenntnissen widersprechen. Zudem sind alle rigorosen Überprüfungen dieser Verfahren negativ ausgefallen. Sie haben folglich weder in der Medizin, noch beim Aufspüren von Wasseradern oder Ähnlichem etwas zu suchen.“

## Anwendung
Die Radionik ist in Deutschland wenig verbreitet. Anwendung findet sie vor allem in Naturheilpraxen und in der ganzheitlichen Lebensberatung. Geräte und Fernheilungen werden hauptsächlich im Internet angeboten. Sie werden von ihren Befürwortern bei jeder beliebigen Erkrankung oder Störung eingesetzt und werden von diesen auch bei Krebs, Rheuma und Herzerkrankungen empfohlen. Darunter fallen auch Krankheitsbilder, die in der evidenzbasierten Medizin unbekannt sind und im Widerspruch zu grundlegenden Erkenntnissen über die menschliche Physiologie stehen (vgl. „Wasserallergie“).
Die Firma Rayonex Biomedical vertrieb hochpreisige biofeldformende Geräte für Heilpraktiker zur Stimulierung der menschlichen Regulationsmechanismen mit Programmen zu Wasserenergetisierung, Ozonschutz, Tinnitus, Lern- und Konzentrationsstörungen und vielen anderen Einsatzgebieten. Die Werbung mit der angeblichen Wirkung der Geräte und der Existenz von geobiologischen Störzonen wurde neben vielen anderen Aussagen unter Androhung von 250.000 Euro Ordnungsgeld oder an den Geschäftsführern zu vollziehender Ordnungshaft bis zu 6 Monaten vom Landgericht Dortmund untersagt.

„Auch die hier betroffenen Werbeaussagen sind objektiv falsch und damit irreführend i. S. d. § 3 UWG, da weder Störzonen i. S. d. Werbeaussagen noch Defizite an Frequenzen (welcher Art auch immer) noch Bioresonanzen wissenschaftlich nachweisbar sind.“